# Netsonda
A Netsonda é uma empresa portuguesa especializada na recolha, processamento e análise de informação através de plataformas tecnológicas.
Em actividade desde o ano 2000, a Netsonda foi a primeira empresa em Portugal a operar na área de estudos de mercado através de plataformas tecnológicas como a Internet. A empresa é actualmente detida pelos seus fundadores e por um grupo internacional de Marketing Digital presente em 7 países com mais de 800 colaboradores e um volume de negócios superior a 50 milhões de euros.
Além de Portugal, a empresa é detentora de painéis de opinião em Espanha , Angola, Moçambique e Cabo Verde . A Netsonda faz também parte de uma rede internacional de painéis de opinião online, com presença em mais de 40 países. A Netsonda mantém ainda uma ligação estreita com a OTO Research.